# Tyler Mislawchuk
Tyler Mislawchuk né le 19 août 1994 à Winnipeg dans le Manitoba est un triathlète professionnel canadien, champion du Canada en 2017.

## Biographie
En aout 2019, il remporte devant les favoris le « Test Event Tokyo », course de qualification pour les Jeux olympiques de Tokyo de 2020 organisé par la Fédération internationale de triathlon.

## Palmarès
Le tableau présente les résultats les plus significatifs (podium) obtenus sur le circuit national et international de triathlon depuis 2015,.
| Année | Compétition                                     | Pays        | Position           | Temps           |
| ----- | ----------------------------------------------- | ----------- | ------------------ | --------------- |
| 2023  | Coupe du monde - étape sprint de Huatulco       | Mexique     | Médaille d'argent  | 54 min 14 s     |
| 2022  | Coupe du monde - étape sprint de Huatulco       | Mexique     | Médaille d'argent  | 53 min 48 s     |
| 2021  | Coupe panaméricain - étape sprint de Long Beach | États-Unis  | Médaille d'or      | 52 min 49 s     |
| 2019  | Test Event Tokyo                                | Japon       | Médaille d'or      | 1 h 49 min 51 s |
| 2019  | Coupe du monde - étape sprint de Huatulco       | Mexique     | Médaille d'or      | 55 min 4 s      |
| 2019  | Coupe du monde - étape sprint de Mooloolaba     | Australie   | Médaille d'or      | 52 min 14 s     |
| 2019  | WTS : étape de Montréal                         | Canada      | Médaille de bronze | 53 min 53 s     |
| 2018  | Coupe du monde - étape sprint d'Anvers          | Belgique    | Médaille de bronze | 58 min 17 s     |
| 2017  | Championnat du Canada                           | Canada      | Médaille d'or      | 55 min 16 s     |
| 2017  | Coupe panaméricaine - étape sprint d'Ottawa     | Canada      | Médaille d'or      | 55 min 16 s     |
| 2015  | Coupe d'asie - étape sprint de Subic Bay        | Philippines | Médaille d'or      | 1 h 47 min 56 s |

| Année | Compétition                            | Pays       | Position          | Temps          |
| ----- | -------------------------------------- | ---------- | ----------------- | -------------- |
| 2018  | Championnat d'Amérique en relais mixte | États-Unis | Médaille d'argent | 1 h 7 min 45 s |

| Édition    | Position | Temps           |
| ---------- | -------- | --------------- |
| Tokyo 2020 | 15e      | 1 h 46 min 28 s |
| Rio 2016   | 15e      | 1 h 47 min 50 s |